# ابوالمظفر جمحی
ابوالمظفر عبدالجبار بن حسین جُمَحی بیهقی (نیمهٔ اول قرن ۵ ه‍.ق) صاحب‌برید غزنویان و شاعری دوزبانه (فارسی و عربی) و هجوگو بود.
جمحی در سبزوار متولد شد. در زمان خدمت در دستگاه غزنویان اوضاع آشفتهٔ خراسان که ناشی از بی‌تدبیری عمید نیشابور و صاحب‌دیوان خراسان، ابوالفضل سوری بن المعتز، بود را به صورت هجوآمیز ولی «بسیار بلیغ» به اطلاع سلطان مسعود غزنوی رساند و سلطان در ادارهٔ خراسان به اصلاحاتی دست زد.
| امیرا به سوی خراسان نگر     |  | که سوری همی بند و ساز آورد |
| اگر دستِ شومش بماند دراز     |  | به پیش تو کاری دراز آورد   |
| هر آن گله کو را به سوری دهی |  | چو چوپانِ بد، داغ باز آورد  |

شعر دیگری از جمحی باز در هجو سوری این بار به عربی چنین است:
| كان الله من سخط عليهم    |  | يقول لاهل نيسابور بوري |
| فقحط و الجدوبة و المنايا |  | و كل هين في جنب سوري   |

از جمحی تنها چند بیت باقی مانده‌است. یک بیت از این شاعر برای کلمهٔ آباد در لغت‌نامهٔ اسدی آمده‌است:
| ویران شده دل‌ها به می آبادان گردد |  | آباد بر آن دست که پرورد رز آباد |

ابوعلی حسن بن ابی‌طیب باخرزی قصیده‌ای در مدح جمحی سروده که در کتاب دمیة القصر تألیف پسرش، ابوالحسن علی بن حسن باخرزی، آمده‌است:
| اباالمظفر عبدالجبار يا بن الحسين  |  | يا افضل الناس طرا بلا خلاف و مين  |
| بلاغة لك تجلو القلوب عن كل رين    |  | و حسن خط يزين القرطاس احسن زين    |
| نظم كنظم اللآلي نثر كنثر اللجين   |  | قد كان بيني و بين الزمان حرب حنين |
| فلآن اوقعت صلحاً بين الزمان و بيني |  |                                   |

برادری به نام ابوالقاسم مختار بن حسین جمحی داشت.

## یادداشت
1. ↑  جایی دیگر مال آمده
2. ↑  جایی دیگر ظلمش آمده
3. ↑  این مصرع ضبط‌های دیگری نیز دارد: هر آن کار کان را به سوری دهی، یا هر آن مملکت کان به سوری دهی
4. ↑  در برخی تصحیح‌ها، دوغ
5. ↑  عباس اقبال ضبط دیگری از این بیت دارد: آباد بر آن دست که پرورد[ش] آباد. و آباد آخر را به معنی آفرین دانسته‌است.